# Universidade Federal dos Urais
A Universidade Federal B.N. Iéltsin dos Urais (URFU) ('Уральский федеральный университет имени первого Президента России Б.Н. Ельцина' — УрФУ) é uma Universidade russa, localizada em Ecaterimburgo. Seu nome é uma homenagem ao primeiro presidente da história da Rússia, Bóris Iéltsin.